# X Ophiuchi
X Ophiuchi är en dubbelstjärna och pulserande variabel av Mira Ceti-typ (M) i stjärnbilden Ormbäraren. 
Stjärnan varierar mellan visuell magnitud +5,9 och 8,6 med en period av 338 dygn.